# Julien Escudé
Julien Escudé (Chartres, 1979. augusztus 17. –) francia válogatott labdarúgó. Jelenleg a török labdarúgó-bajnokság első osztályában  szereplő Beşiktaş középhátvédje.

## Klubpályafutása
Escudé az AS Cannes klubban kezdte pályafutását, melyben az ott töltött egyetlen szezonja során huszonegy mérkőzésen játszott, és egy gólt szerzett. Teljesítményére más klubok is felfigyeltek, és 1999-ben a Stade Rennais FC menedzsere, Paul Le Guen leszerződtette. A következő négy szezont a Rennes-nél töltötte, 140 mérkőzése alatt egyetlen gólt sem szerzett.
Ezt követően, 2003-ban az AFC Ajaxhoz igazolt. Az amszterdami csapatnál 59 alkalommal kapott játéklehetőséget, és hat gólt szerzett a csapatnak. 2006 januárjában a Sevillához igazolt.

## Válogatott pályafutása
2006-ban kapott először meghívást a francia labdarúgó-válogatottba. Első válogatott mérkőzését 2006. október 11-én játszotta a feröeri labdarúgó-válogatott ellen, melyet Franciaország 5–0 arányban nyert meg.

## Magánélete
Escudé az egykori profi teniszjátékos Nicolas Escudé testvére. Apja, Paul Escudé szintén labdarúgó, a Pau FC játékosa volt.